# Cristina Bontaş
Cristina Bontaş (Bacău, Rumania, 5 de diciembre de 1973) es una gimnasta artística rumana, campeona mundial en 1991 en la prueba de suelo.

## Carrera deportiva
En el Mundial de Stuttgart 1989 gana dos platas —en equipo tras la Unión Soviética (oro), y salto de potro, donde queda tras la soviética Olesia Dudnik (oro) y empatada con la estadounidense Brandy Johnson— y el bronce en el ejercicio de suelo.
En el Mundial de Indianápolis 1991 gana oro en suelo —empatada con la soviética Oksana Chusovitina—, bronce en la general individual —tras la estadounidense Kim Zmeskal y la soviética Svetlana Boginskaya—, y otro bronce en el concurso por equipos, tras la Unión Soviética y Estados Unidos.
En los JJ. OO. de Barcelona (España) 1992 gana la plata en el concurso por equipos, tras el Equipo Unificado (oro) y por delante de Estados Unidos (bronce); y el bronce en el ejercicio de suelo.